# Martin B-57 Canberra
Мартин B-57 «Канберра» (англ. Martin B-57 Canberra) — американский тактический бомбардировщик и разведчик, лицензионная и доработанная версия британского бомбардировщика Инглиш Электрик «Канберра».
Совершил первый полёт 20 июля 1953 года. Серийно производился в 1954—1957 гг. (построено 403 самолёта).
Поставлялся на экспорт в Пакистан и на Тайвань.
Применялся во Вьетнамской войне.

## Эксплуатанты
Пакистан
 США
- ВВС США
- НАСА (Три самолёта модификации WB-57 используются в научных целях)

 Китайская Республика

## Боевое применение
B-57 применялся во Вьетнамской войне для оказания непосредственной авиационной поддержки наземным подразделениям в Южном Вьетнаме, а также в операциях над «тропой Хо Ши Мина» в Лаосе. 16 мая 1965 года на южновьетнамском аэродроме Биен Хоа из за взрыва готовящегося к взлёту B-57 произошла крупномасштабная цепная реакция взрывов самолётов, в ходе которой одних «Канберр» было уничтожено 11 штук, погибло 27 американских пилотов, не считая южновьетнамцев.
Во второй половине 50-х — начале 60-х годов разведывательная модификация RB-57D, отличавшаяся крылом увеличенного на 12 м размаха, использовалась для высотной разведки над территорией СССР, Китая и стран Варшавского договора. Потолок в 17—18 км обеспечивал низкую уязвимость для ПВО того времени, хотя и в меньшей степени чем у разведчиков U-2.
Радикальная модификация RB-57F, с крылом размахом 37,2 м и четырьмя двигателями (2 двухконтурных TF-33, плюс 2 вспомогательных J-9 на пилонах под крылом), имела потолок в 22 860 м и дальность полёта 6000 км. По характеристикам самолёт был близок к U-2, но был тяжелее и мог брать больше оборудования. Однако, доработка модификации затянулась и поступать в строевые части она начала только во второй половине 60-х, когда уже было ясно, что ракетные комплексы ПВО успешно справляются с высотными целями. В строю остался U-2, так как в силу меньших размеров он отличался меньшей заметностью для радаров, а разведывательные «Канберры» быстро сошли со сцены.
Сбитый 7 октября 1959 года вблизи Пекина комплексом С-75 на высоте 20 600 м RB-57D тайваньских ВВС стал первым самолётом в мире, уничтоженным ЗУР. В целях секретности официально было объявлено, что тот был сбит самолётом-перехватчиком.

## Модификации
| Тип    | Описание | Единиц построено | Изображение |
| ------ | --- | ---------------- | ----------- |
| B-57A  | Первая серия самолётов. Передача заказчику началась с 20 августа 1953 года. Все машины использовались для проведения исследований и испытаний, в строевые части не передавались. | 8                |             |
| RB-57A | Самолёт разведчик. От бомбардировочной версии отличался расположенной в задней части бомбоотсека фотоаппаратурой позволявшей вести как дневную так и ночную съёмку, при этом была возможность демонтажа аппаратуры для использования самолёта как бомбардировщика. Для ночной съёмки были предусмотрено оснащение осветительными бомбами. |                  |             |
| EB-57A | Самолёт радиоэлектронной борьбы. Предназначался для обучения операторов систем ПВО и пилотов истребительной авиации работе в условиях активного радиоэлектронного противодействия. Машины были получены в результате переделки RB-57A, которая заключалась в установке аппаратуры РЭБ в бомбоотсеке, модернизации энергосистемы в связи с увеличением мощности энергопотребления и оборудованием рабочего места оператора РЭБ на месте штурмана. Подкрыльевые подвесные баки были заменены на блоки постановки пассивных помех. | 12               |             |

## Тактико-технические характеристики B-57B
Источник: Loftin, LK, Jr. Quest for performance: The evolution of modern aircraft

### Технические характеристики
- Экипаж: 2 человека
- Длина: 20,0 м
- Размах крыла: 19,5 м (37,2 м у RB-57F)
- Высота: 4,52 м
- Площадь крыла: 89 м²
- Коэффициент удлинения крыла: 4,27
- Масса пустого: 12 285 кг
- Масса снаряжённого: 18 300 кг
- Масса максимальная взлётная: 24 365 кг
- Двигатель:: 2× турбореактивных Wright J65-W-5
- Тяга: 32,1 кН
- Коэффициент лобового сопротивления при нулевой подъёмной силе: 0,0119
- Эквивалентная площадь сопротивления: 1,06 м²

### Лётные характеристики
- Максимальная скорость: 960 км/ч (M=0,79) (на высоте 760 м)
- Крейсерская скорость: 765 км/ч
- Скорость сваливания: 200 км/ч
- Боевой радиус: 1530 км (с 2380 кг бомб)
- Перегоночная дальность: 4380 км
- Практический потолок: 13 745 м (22860 м у RB-57F)
- Скороподъёмность: 31,4 м/с (1884 м/мин)
- Удельная нагрузка на крыло: 205 кг/м²
- Тяговооружённость: 0,36
- Аэродинамическое качество самолёта: 15

### Вооружение
- Пушечное вооружение: 4× 20 мм пушки M39, боезапас — 290 сн./ствол
- Боевая нагрузка: 2000 кг во внутреннем отсеке, 1300 кг на внешней подвеске
  - Бомбы, НАР